# أوربيتيلو
أوربيتيلو، (بالإنجليزية: Orbetello)‏، هي بلدية في مقاطعة غروسيتو (توسكانا)، إيطاليا. تقع على بعد حوالي 35 كيلومترًا (22 ميلًا) جنوب غروسيتو، على البحيرة التي تحمل اسمها، والتي تضم محمية طبيعية مهمة.

## السكان
في سنة 1861 بلغ عدد السكان 3٬391 نسمة، وتطور العدد ليصل في سنة 2011 لـ 14٬705 نسمة.
يظهر هذا المخطط البياني تطور النمو السكاني لـ أوربيتيلو

## أعلام
- إيتالو بالبو
- ماثيو أباتي
- ألفونسو جاتو